# مانوئلا مالیوا
مانوئلا مالیوا (بلغاری: Мануела Георгиева Малеева؛ زاده ۱۴ فوریهٔ ۱۹۶۷) یک تنیس‌باز ارمنی‌تبار اهل بلغارستان است. وی دختر یولیا بربریان-مالیوا تنیس‌باز بازنشسته اهل بلغارستان است.